# Berthold Ernst Friedrich Thomas
Berthold Ernst Friedrich Thomas (1910) es un botánico alemán, que desarrolló actividades académicas en la Universidad Técnica de Berlín.

## Algunas publicaciones

### Libros
- berthold e.f. Thomas. 1962. Die Nähr- und Ballaststoffe der Getreidemehle in ihrer Bedeutung für die Brotnahrung: Zusammenfassende Darstellung der Brotfrage unter besonderer Berücksichtigung des Ausmahlungsgrades. Editor	Technische Universität, 256 pp.
- ---------------------------------. 1936. Die Gattung Clerodendrum in Afrika ... Editor	Berlin. 98 pp.

## Eponimia
- (Apocynaceae) Aspidosperma thomasii Marc.-Ferr.[2]
- (Asclepiadaceae) Marsdenia thomasii Morillo[3]